# Tricalysia parva
Tricalysia parva är en måreväxtart som beskrevs av Ronald William John Keay. Tricalysia parva ingår i släktet Tricalysia och familjen måreväxter.
Artens utbredningsområde är Sierra Leone. Inga underarter finns listade i Catalogue of Life.